# Mauritius
Mauritius (fr. Maurice), Republika Mauritiusu (ang. Republic of Mauritius, fr. République de Maurice) – państwo wyspiarskie położone w południowo-zachodniej części Oceanu Indyjskiego, w archipelagu Maskarenów, około 900 km na wschód od Madagaskaru i ok. 170 km na północny wschód od Reunionu. Poza samą wyspą Mauritius do Republiki Mauritiusu należą także: wyspa Rodrigues (w odległości 563 km na wschód od wyspy głównej), archipelag Cargados Carajos (402 km na północ) i Wyspy Agalega (933 km na północ).

## Historia
Wyspa została odkryta przez Portugalczyków w 1505 roku. Skolonizowana została przez Holendrów w 1638 i nazwana imieniem księcia Maurycego Orańskiego. Francuzi opanowali wyspę w XVIII wieku, zmieniając nazwę na Île de France. Nazwa Mauritius została przywrócona w 1810 roku, gdy Brytyjczycy przejęli wyspę. Anglicy znieśli niewolnictwo i zaczęli sprowadzać robotników z Indii.
Mauritius uzyskał niezależność w 1968 roku. 18 kwietnia 1968 roku na podstawie Rezolucji Rady Bezpieczeństwa ONZ nr 249 Mauritius został członkiem ONZ.
Kraj stał się republiką w ramach Wspólnoty Narodów w 1992. Jest jednym z nielicznych krajów afrykańskich posiadających stabilną demokrację z regularnie odbywającymi się wolnymi wyborami i przestrzeganymi prawami człowieka. Dzięki rozwiniętemu sektorowi turystycznemu przyciągnął znaczne zagraniczne inwestycje, osiągając tym samym jeden z najwyższych w Afryce dochodów na obywatela.

## Geografia

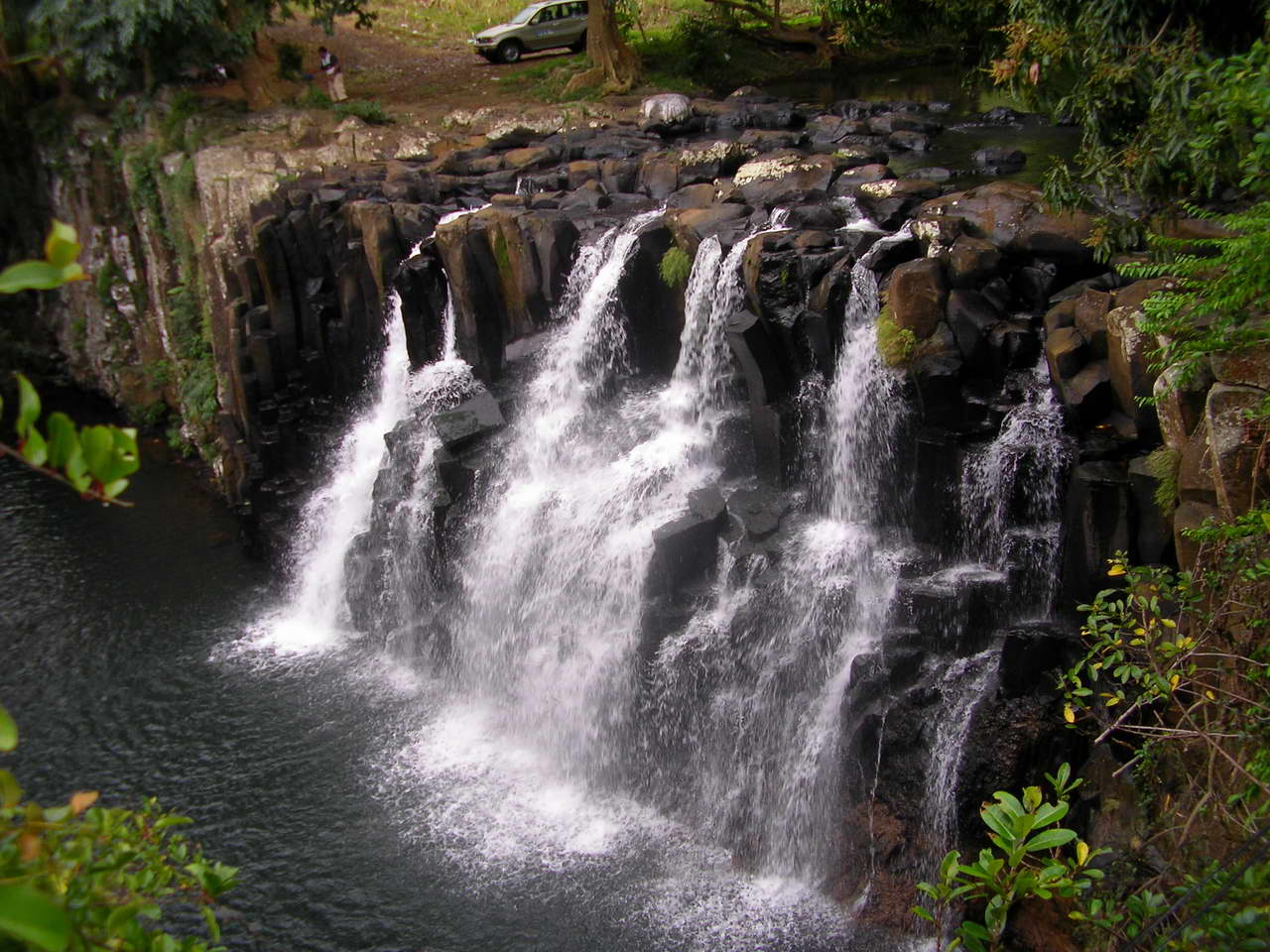
Rochester Falls w południowej części wyspy

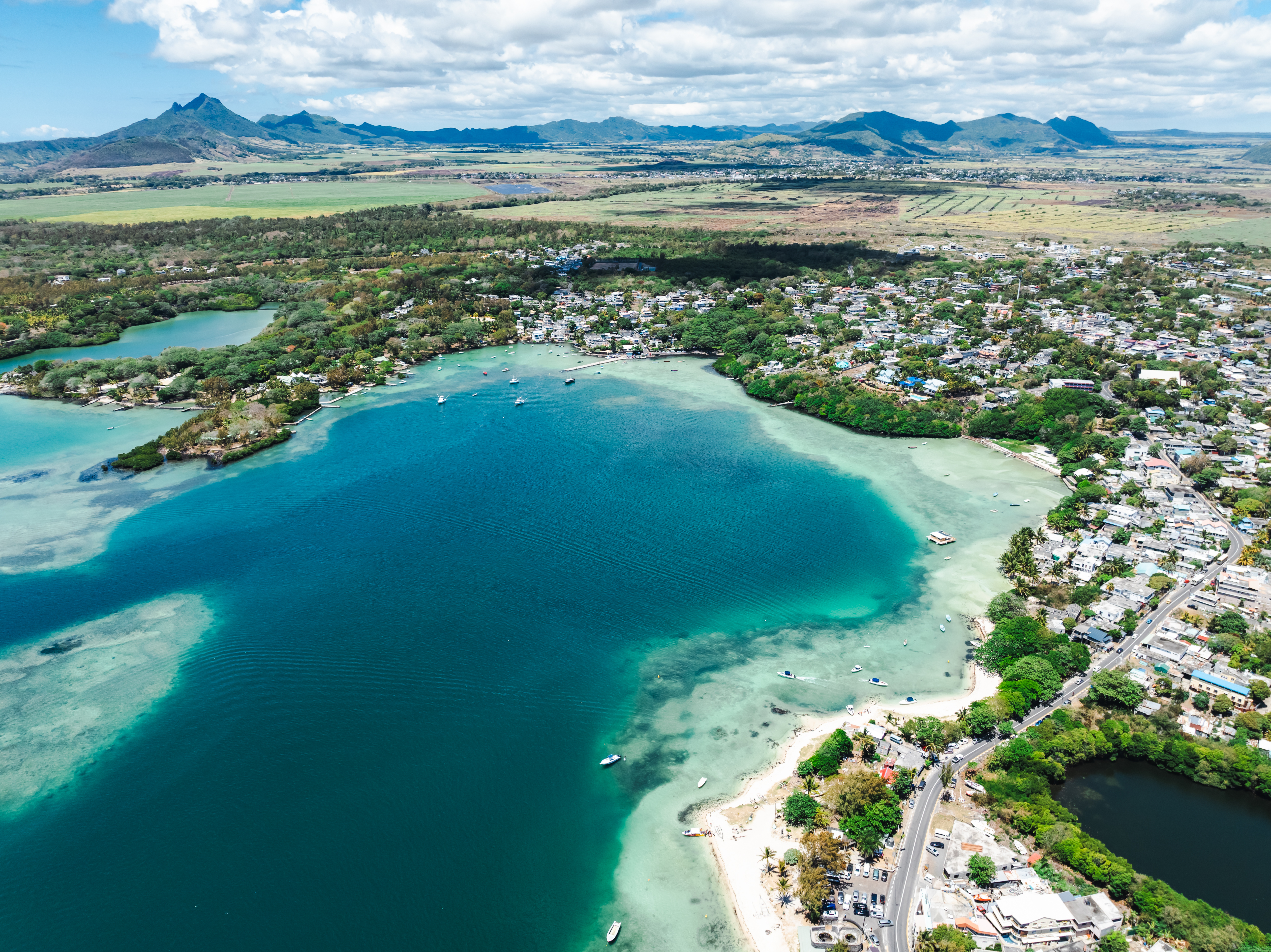
Miasto Trou d'Eau Douce we wschodniej części Mauritiusa (dystrykt Flacq)

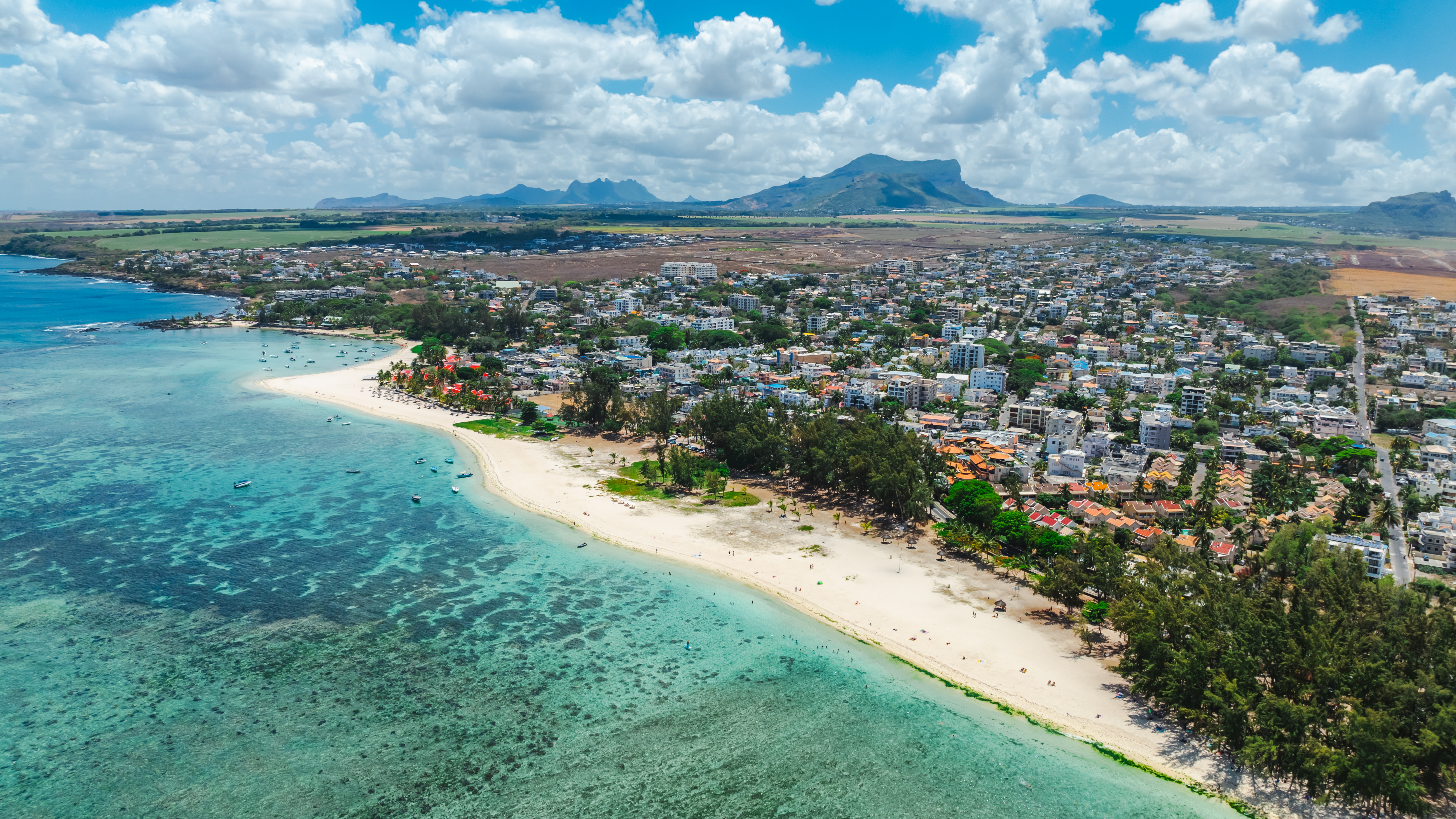
Flic-en-Flac – zachodnie wybrzeże wyspy (dystrykt Black River)

Główna wyspa Mauritius razem z wyspami Reunion i Rodrigues jest częścią archipelagu Maskarenów. Archipelag ten powstał miliony lat temu w wyniku podwodnych erupcji wulkanicznych.
Stolicą państwa i największym miastem jest Port Louis, leżący po północno-zachodniej stronie wyspy Mauritius. Inne większe miasta: Curepipe, Vacoas-Phoenix, Beau Bassin, Quatre Bornes oraz Rose Hill.
Wyspa Mauritius (1864 km² powierzchni) ma w przybliżeniu kształt owalu o dłuższej średnicy 61 km i krótszej 47 km. Linia brzegowa ma 161 km długości. Najwyższe wzniesienie, Piton de la Petite Rivière Noire, 828 m n.p.m. Wnętrze wyspy obejmuje płaskowyż o średniej wysokości 671 m n.p.m., charakteryzujący się znaczną wielkością opadów (średnio 510 cm rocznie). Płaskowyż opada łagodnie ku północy przechodząc w nadmorską równinę, natomiast od południa i zachodu opada stromymi urwiskami ku wąskiemu pasmu wybrzeża.

## Demografia

### Statystyki demograficzne
| (2005)                            | (2005)                                   |
| --------------------------------- | ---------------------------------------- |
| Liczba ludności                   | 1 230 602                                |
| Ludność według wieku              |                                          |
| 0 – 14 lat                        | 24,4% (mężczyzn 151 043, kobiet 148 847) |
| 15 – 64 lat                       | 69,1% (mężczyzn 424 472, kobiet 425 974) |
| ponad 64 lata                     | 6,5% (mężczyzn 31 506, kobiet 48 760)    |
| Wiek (mediana)                    |                                          |
| W całej populacji                 | 30,5 lat                                 |
| Mężczyzn                          | 29,65 lat                                |
| Kobiet                            | 31,46 lat                                |
| Przyrost naturalny                | 0,84%                                    |
| Współczynnik urodzeń              | 15,62 urodzin/1000 mieszkańców           |
| Współczynnik zgonów               | 6,83 zgonów/1000 mieszkańców             |
| Współczynnik migracji             | −0,41 migrantów/1000 mieszkańców         |
| Ludność według płci               |                                          |
| przy narodzeniu                   | 1,02 mężczyzn/kobiet                     |
| poniżej 15 lat                    | 1,02 mężczyzn/kobiet                     |
| 15 – 64 lat                       | 1 mężczyzna/kobietę                      |
| powyżej 64 lat                    | 0,65 mężczyzn/kobiet                     |
| w całej populacji                 | 0,97 mężczyzn/kobiet                     |
| Umieralność noworodków            |                                          |
| W całej populacji                 | 15,03 śmiertelnych/1000 żywych           |
| płci męskiej                      | 17,74 śmiertelnych/1000 żywych           |
| płci żeńskiej                     | 12,27 śmiertelnych/1000 żywych           |
| Oczekiwana długość życia          |                                          |
| W całej populacji                 | 72,38 lat                                |
| Mężczyzn                          | 68,4 lat                                 |
| Kobiet                            | 76,41 lat                                |
| Rozrodczość                       | 1,96 urodzin/kobietę                     |
| Współczynnik dorosłych z HIV/AIDS | 0,1% (2001)                              |
| Liczba osób żyjących z HIV/AIDS   | 700 (2001)                               |
| Liczba zmarłych na HIV/AIDS       | mniej niż 100 (2001)                     |

### Grupy etniczne
- Hindusi – 68%,
- Kreole – 27%,
- Chińczycy – 3%,
- Francuzi – 2%.

### Religie i wyznania
Struktura religijna w 2020 roku według The ARDA:
- hinduizm – 44,2%,
- chrześcijaństwo – 33,1%:
  - katolicyzm – 21,3%,
  - protestantyzm – 10,6% (w większości zielonoświątkowcy – ponad 100 tys.[6]),
  - niezależne kościoły – 0,86%,
- islam – 16,9%,
- brak religii – 2%,
- bahaizm – 1,8%,
- religie chińskie – 1,3%,
- tradycyjne religie plemienne – 0,2%
- inne religie – 0,5%.

### Języki
- kreolski Mauritiusa – 80,5%,
- bhodźpuri – 12,1%,
- francuski – 3,4% (urzędowy),
- angielski – 1,3% (urzędowy),
- inne – 3,7%.

## Polityka
Głową państwa jest prezydent, wybierany na pięcioletnią kadencję przez Zgromadzenie Narodowe (National Assembly) – jednoizbowy maurytyjski parlament. Spośród 70 członków parlamentu, 62 jest wybieranych bezpośrednio w wyborach powszechnych, a 8 jest wyznaczonych, aby reprezentować mniejszości etniczne, w zależności od wyników wyborów. Parlament jest kierowany przez premiera i radę ministrów. Główne partie: Walczący Ruch Mauritiusu (MMM), Partia Pracy (LP), Partia Socjalistyczna Mauritiusu oraz Ruch Socjalistyczny Mauritiusu (MSM).

## Podział administracyjny

Wyspy, do których rości sobie prawo Mauritius

Mauritius jest podzielony na 9 dystryktów:
- Black River
- Flacq
- Grand Port
- Moka
- Pamplemousses
- Plaines Wilhems
- Port Louis
- Rivière du Rempart
- Savanne

Ponadto w skład Mauritiusa wchodzą trzy terytoria zależne:
- Wyspy Agalega
- Cargados Carajos
- Rodrigues

Mauritius rości sobie prawa także do archipelagu Czagos, którym zarządza Wielka Brytania i samotnej wyspy Tromelin, należącej do Francji. Terytoria te były od XVIII wieku częścią francuskiej, a następnie brytyjskiej kolonii, podzielonej dopiero w połowie XX wieku.

## Gospodarka

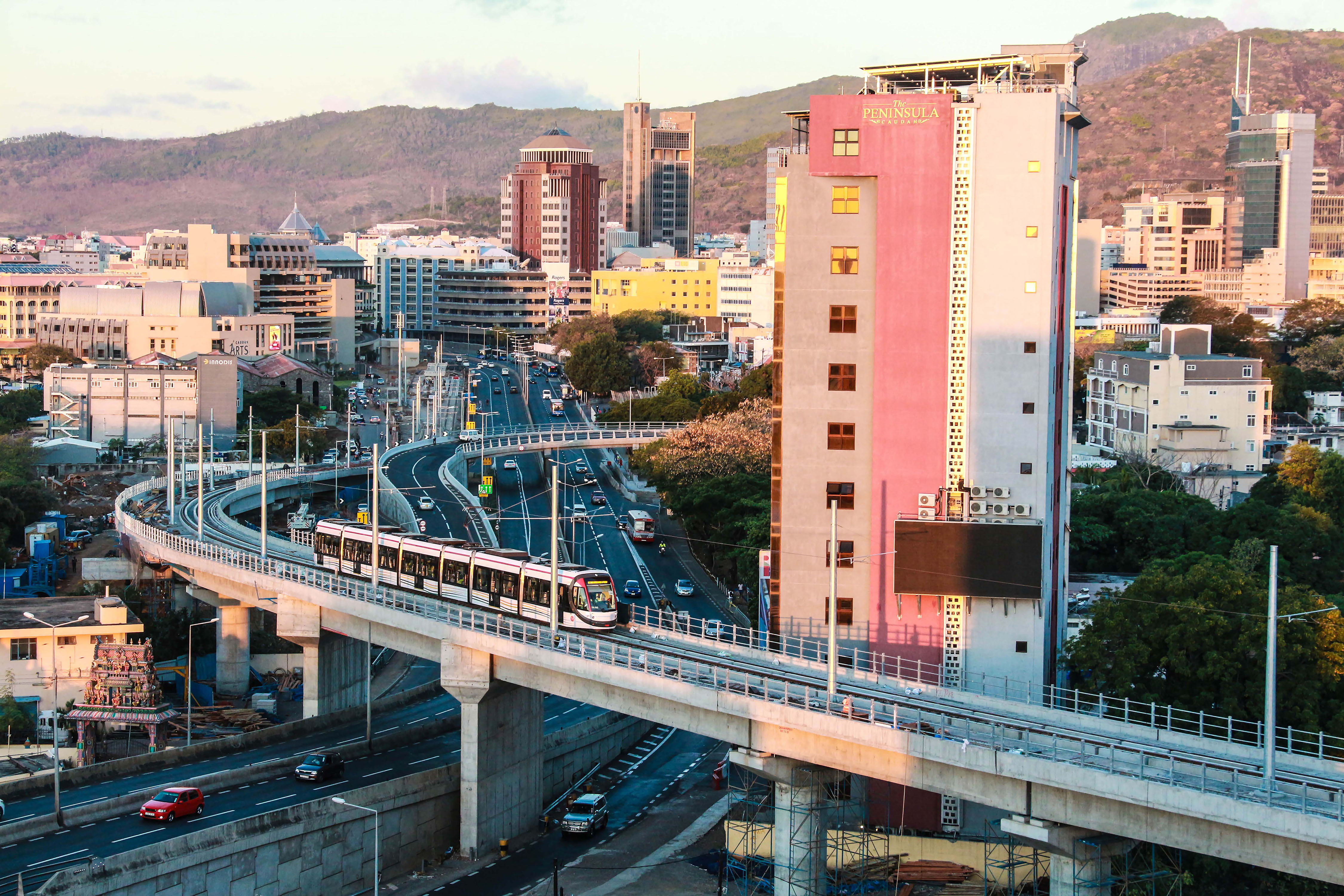
Port Louis, gospodarcze centrum kraju

Podstawami gospodarki są turystyka, eksport wyrobów tekstylnych, oraz uprawa trzciny cukrowej. Użytki rolne stanowią 56% powierzchni kraju. Uprawia się  tytoń, herbatę, kukurydzę, banany. Wskaźnik rozwoju społecznego wynosi 0,771, drugi (po Libii) w regionie Afryki (63. na świecie).
Według GPI Mauritius jest najbezpieczniejszym krajem w Afryce i ma niski wskaźnik przestępczości. Jednym z głównych zagrożeń na Mauritiusie są klęski żywiołowe, takie jak cyklony. Sezon cyklonowy trwa od listopada do maja i może powodować rozległe szkody materialne.

### Emisja gazów cieplarnianych
Emisja równoważnika dwutlenku węgla z Mauritiusa wyniosła w 1990 roku 1,844 Mt, z czego 1,191 Mt stanowiła emisja dwutlenku węgla, na drugim miejscu był metan, a na trzecim podtlenek azotu. W przeliczeniu na mieszkańca emisja wyniosła wówczas 1,128 t dwutlenku węgla, a w przeliczeniu na tysiąc dolarów amerykańskich PKB – 148 kg. Od tego czasu emisje dwutlenku regularnie rosną, natomiast emisje pozostałych gazów cieplarnianych pozostają na zbliżonym poziomie. W niektórych latach nieco bardziej zauważalna jest emisja gazów fluorowanych. Szczególnie duży wzrost emisji dotyczy energetyki, nieco mniejszy transportu. W 2018 emisja dwutlenku węgla pochodzenia kopalnego wyniosła 4,384 Mt, a w przeliczeniu na mieszkańca wyniosła 3,456 t i w przeliczeniu na tysiąc dolarów PKB – 164 kg.

## Kultura
Zmienna kolonialna przeszłość Mauritiusu ma odzwierciedlenie w kulturze. Na przykład sztuka kulinarna jest połączeniem holenderskiej, francuskiej, indyjskiej i kreolskiej.

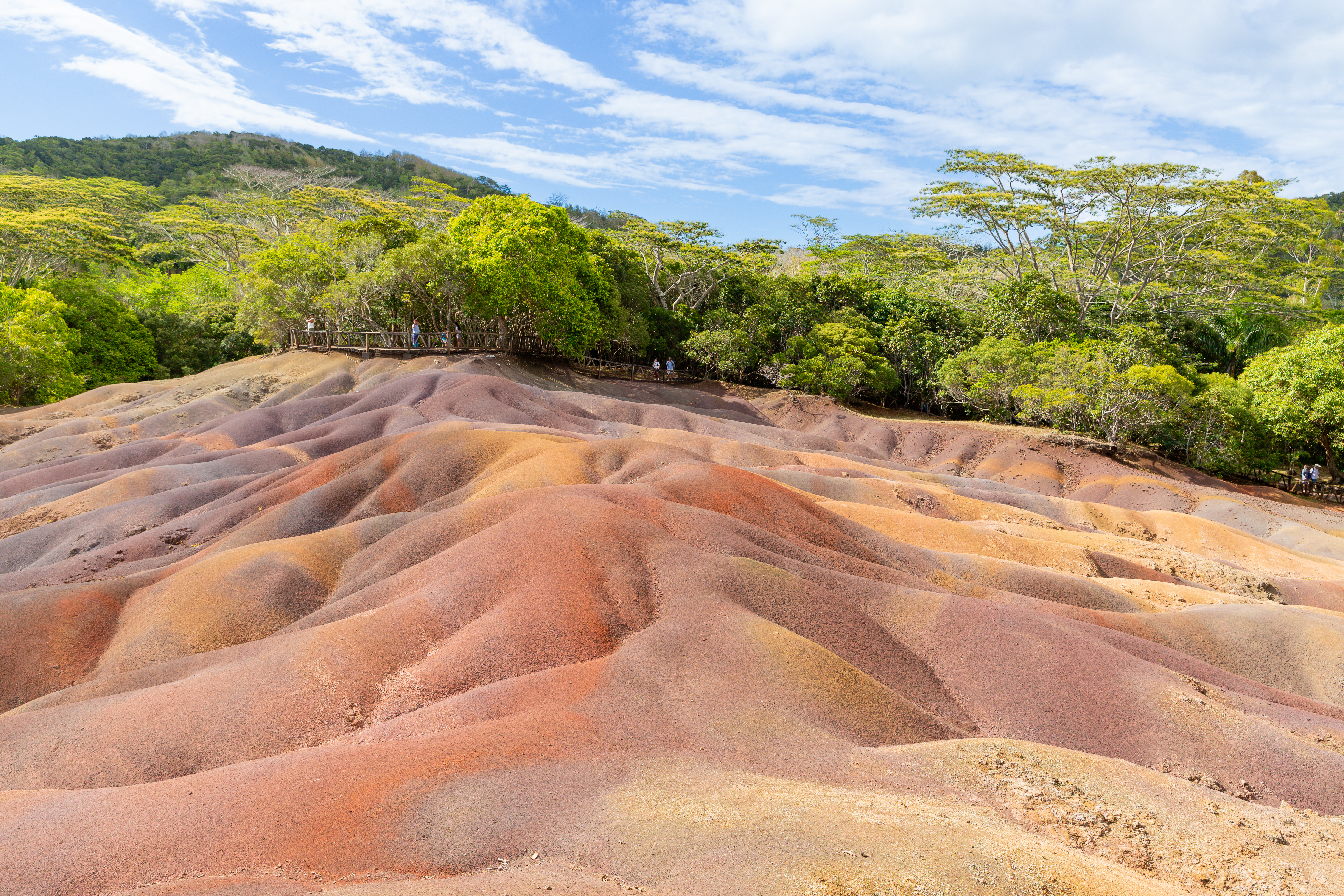
Chamarel – ziemia siedmiu kolorów

W 2008 roku Jean-Marie Gustave Le Clézio, obywatel Francji i Mauritiusu, został pierwszym w historii wyspy laureatem literackiej Nagrody Nobla.
W 1847 roku Mauritius został piątym krajem na świecie wydającym znaczki pocztowe. Dwa typy znaczków wydane wtedy, znane jako Mauritius „Post Office”, należą do najbardziej znanych na świecie ze względu na rzadkość występowania i wysoką wartość.
Kiedy została odkryta, wyspa Mauritius była miejscem zamieszkania ptaków nieznanego wcześniej gatunku, który Portugalczycy nazwali dodo. Jednakże do 1681 roku wszystkie dodo zostały zabite przez osadników lub ich udomowione zwierzęta. Ptak ten widnieje w godle państwa.

### Święta i zwyczaje
- Nowy Rok – 1-2 stycznia[11]
- Zniesienie niewolnictwa – 1 lutego
- Święto Narodowe – 12 marca
- Święto Pracy – 1 maja
- Przyjazd robotników kontraktowych – 2 listopada
- Boże Narodzenie – 25 grudnia
- Święto Chińskiej Wiosny, styczeń lub luty, w zależności od kalendarza chińskiego
- Thaipusam, styczeń lub luty, w zależności od kalendarza tamilskiego
- Mahaśiwaratri, między lutym a marcem
- Ugadi, marzec
- Wniebowzięcie Najświętszej Maryi Panny, 15 sierpnia
- Ganeśćaturthi, między sierpniem a wrześniem
- Diwali, od października do listopada
- Eid ul-Fitr, o każdej porze roku, ponieważ islam opiera się na kalendarzu księżycowym